# 2009–2010-es magyar férfi vízilabdakupa
A 2009–2010-es magyar férfi vízilabdakupa, szponzorált nevén az Theodora-Magyar Kupa, a nyolcvanharmadik kiírás volt a versenysorozat történetében. A kupára tizenhat csapat nevezett. A győzelmet a Vasas szerezte meg.

## Eredmények

### Selejtező
szeptember 26–27.
A csoport (Pécs)
| Hely. | Csapat           | M | Gy | D | V | G+ | G– | Gk  | P | Továbbjutás vagy kiesés      |      | BHSE | PVSK | TVSE | TIPO |
| ----- | ---------------- | - | -- | - | - | -- | -- | --- | - | ---------------------------- | ---- | ---- | ---- | ---- | ---- |
| 1.    | Bp. Honvéd       | 3 | 3  | 0 | 0 | 51 | 19 | +32 | 9 | Továbbjutott a negyeddöntőbe |      | —    | 10–9 | 20–7 | 21–3 |
| 2.    | Pécsi VSK        | 3 | 2  | 0 | 1 | 48 | 26 | +22 | 6 | Továbbjutott a negyeddöntőbe |      | 9–10 | —    | 25–8 | 14–8 |
| 3.    | Tatabányai Vízmű | 3 | 1  | 0 | 2 | 25 | 53 | −28 | 3 |                              |      | 7–20 | 8–25 | —    | 10–8 |
| 4.    | Tipo VSC         | 3 | 0  | 0 | 3 | 19 | 45 | −26 | 0 |                              | 3–21 | 8–14 | 8–10 | —    |      |

B csoport (Szentes)
| Hely. | Csapat      | M | Gy | D | V | G+ | G– | Gk  | P | Továbbjutás vagy kiesés      |      | EGER  | UTE  | YBL   | SZEN  |
| ----- | ----------- | - | -- | - | - | -- | -- | --- | - | ---------------------------- | ---- | ----- | ---- | ----- | ----- |
| 1.    | Egri VK     | 3 | 3  | 0 | 0 | 44 | 30 | +14 | 9 | Továbbjutott a negyeddöntőbe |      | —     | 15–7 | 16–11 | 13–12 |
| 2.    | Újpesti TE  | 3 | 2  | 0 | 1 | 30 | 26 | +4  | 6 | Továbbjutott a negyeddöntőbe |      | 12–13 | —    | 9–8   | 9–5   |
| 3.    | YBL WPC     | 3 | 0  | 1 | 2 | 28 | 34 | −6  | 1 |                              |      | 11–16 | 8–9  | —     | 9–9   |
| 4.    | Szentesi VK | 3 | 0  | 1 | 2 | 21 | 33 | −12 | 1 |                              | 7–15 | 5–9   | 9–9  | —     |       |

C csoport (Hódmezővásárhely)
| Hely. | Csapat                | M | Gy | D | V | G+ | G–  | Gk  | P | Továbbjutás vagy kiesés      |      | SZEG | SZOL | FTC | HÓD  |
| ----- | --------------------- | - | -- | - | - | -- | --- | --- | - | ---------------------------- | ---- | ---- | ---- | --- | ---- |
| 1.    | Szegedi VE            | 3 | 2  | 0 | 1 | 53 | 17  | +36 | 6 | Továbbjutott a negyeddöntőbe |      | —    | 8–10 | 8–5 | 37–2 |
| 2.    | Szolnoki Főiskola     | 3 | 2  | 0 | 1 | 50 | 17  | +33 | 6 | Továbbjutott a negyeddöntőbe |      | 10–8 | —    | 5–7 | 35–2 |
| 3.    | Ferencváros           | 3 | 2  | 0 | 1 | 43 | 15  | +28 | 6 |                              |      | 5–8  | 7–5  | —   | 31–2 |
| 4.    | Hódmezővásárhelyi VSC | 3 | 0  | 0 | 3 | 6  | 103 | −97 | 0 |                              | 2–37 | 2–35 | 2–31 | —   |      |

D csoport (Szőnyi út)
| Hely. | Csapat          | M | Gy | D | V | G+ | G– | Gk  | P | Továbbjutás vagy kiesés      |      | VAS  | BVSC | OSC  | NEP  |
| ----- | --------------- | - | -- | - | - | -- | -- | --- | - | ---------------------------- | ---- | ---- | ---- | ---- | ---- |
| 1.    | Vasas SC        | 3 | 3  | 0 | 0 | 56 | 20 | +36 | 9 | Továbbjutott a negyeddöntőbe |      | —    | 21–8 | 14–6 | 21–6 |
| 2.    | BVSC-Zugló      | 3 | 2  | 0 | 1 | 29 | 32 | −3  | 6 | Továbbjutott a negyeddöntőbe |      | 8–21 | —    | 8–4  | 13–7 |
| 3.    | Orvosegyetem SC | 3 | 1  | 0 | 2 | 24 | 29 | −5  | 3 |                              |      | 6–14 | 4–8  | —    | 14–7 |
| 4.    | Neptun VSC      | 3 | 0  | 0 | 3 | 20 | 48 | −28 | 0 |                              | 6–21 | 7–13 | 7–14 | —    |      |

### Negyeddöntő
október 3–4.
| 1. csapat         | Össz. | 2. csapat  | 1. mérk. | 2. mérk. |
| ----------------- | ----- | ---------- | -------- | -------- |
| Szolnoki Főiskola | 14–21 | Bp. Honvéd | 5–9      | 9–12     |
| Újpesti TE        | 15–23 | Egri VK    | 7–14     | 8–9      |
| Szegedi VE        | 22–14 | BVSC-Zugló | 10–8     | 12–6     |
| Pécsi VSK         | 10–20 | Vasas SC   | 3–13     | 7–11     |

### Elődöntő
november 21., Szőnyi út
| 1. csapat | Eredmény | 2. csapat  |
| --------- | -------- | ---------- |
| Vasas SC  | 17–13    | Szegedi VE |
| Egri VK   | 11–7     | Bp. Honvéd |

### Döntő
| 2009. november 22. 12:15 | Vasas SC                                                           | 14–13       | Egri VK                                                        | Szőnyi út Játékvezetők: Németh Attila Székely Zoltán |
| 2009. november 22. 12:15 | (4–4, 3–3, 2–2, 3–3, 1–1, 1–0)                                     |             |                                                                | Szőnyi út Játékvezetők: Németh Attila Székely Zoltán |
| 2009. november 22. 12:15 | Varga Dé. 5 Hosnyánszky 4 Varga Dá. 2 Kis G. 1 Kovács R. 1 Vörös 1 | Jegyzőkönyv | Biros 4 Hegedűs 3 Varga II. Zs. 3 Feltham 1 Binder 1 Erdélyi 1 | Szőnyi út Játékvezetők: Németh Attila Székely Zoltán |

A Vasas kupagyőztes csapatának tagjai: Decker Ádám, Ernyei Márk, Fülöp Bence, Hosnyánszky Norbert, Hőna Dávid, Jónás György, Katonás Gergely, Kis Gábor, Kovács Róbert, Létay Krisztián, Nagy Viktor, Rusz Bertalan, Takács Bálint, Varga Dániel, Varga Dénes, Vörös Viktor, vezetőedző: Földi László